# 新車
新車（しんしゃ）とは、
- 新しい自動車もしくは鉄道車両。
- 新型の自動車もしくは鉄道車両。
- 自動車販売の形態に関する用語。本記事ではこれについて記述する。

新車（しんしゃ）とは、日本における公正競争規約で定める自動車の販売の形態に関する用語の一つ。
自動車業における表示に関する公正競争規約及び同施行規則第2条2項により、国内において初度登録あるいは初度検査が実施される以前の自動車と定義される。輸入車においては海外の自動車メーカーの発行する送り状あるいは売渡証によって輸入された自動車とされる。これに対して既に初度登録などがされている自動車のことは中古車とされる。
一度も使用されていない状態の自動車であっても初度登録がされていれば、中古車として販売される「登録済み未使用車」となる。このような登録済み未使用車が発生する理由は、自動車ディーラーが販売実績を作るために、自ら買ったり他店に買ってもらったりしているため。